# 대전양지초등학교
대전양지초등학교는 대한민국 대전광역시 대덕구에 있는 공립 초등학교이다.

## 학교 연혁
- 1995.9.30 대전양지초등학교 개교(18학급 편성)
- 1999.3.1 대전광역시교육청 지정 열린교육 시범학교 운영
- 1999.6.29 열린교육 전국 공개
- 2000.3.1 대전광역시교육청 지정 교실수업개선 연구학교 운영
- 2000.10.30 제 2권역(대전, 충남, 충북, 전북) 중간 보고회
- 2001.10.30 대전광역시교육청 지정 교실수업개선 연구학교 운영보고
- 2008.2.19 제12회 졸업(졸업생 190명, 졸업생 누계 2,150명)
- 2008.3.1 29학급 편성(특수학급 1학급 포함)
- 2009.2.19 제13회 졸업(졸업생 173명, 졸업생누계 2,323명)
- 2009.3.1 28학급 편성(특수학급 1학급 포함)
- 2010.2.18 제14회 졸업(졸업생 160명, 졸업생누계 2,483명)
- 2010.3.1 26학급 편성(특수학급 1학급 포함)
- 2011.2.18 제15회 졸업(졸업생 143명, 졸업생누계 2,626명)
- 2011.3.1 27학급 편성(특수학급 1학급 포함)
- 2012.2.17 제16회 졸업(졸업생 145명, 졸업생누계 2,771명)
- 2012.3.2 26학급 편성(특수학급 1학급 포함)
- 2013.2.15 제17회 졸업(졸업생 131명, 졸업생누계 2,902명)
- 2013.3.4 24학급 편성(특수학급 1학급 포함)
- 2014.2.14 제18회 졸업(졸업생 73명, 졸업생누계 2,975명)
- 2014.3.3 25학급편성(특수학급 1학급 포함)
- 2015.2.13 제19회 졸업(졸업생 80명, 졸업생누계 3,055명)

## 참고 자료
- 대전양지초등학교 - 한국교육학술정보원 학교알리미